# Rue du Faubourg-Bonnefoy
La rue du Faubourg-Bonnefoy (en occitan : carrièra del Barri Bonafé) est une voie de Toulouse, chef-lieu de la région Occitanie, dans le Midi de la France.

## Situation et accès

### Description
La rue du Faubourg-Bonnefoy est une voie publique. Elle traverse le quartier de Bonnefoy, dont elle constitue l'axe principal. Elle correspond à une partie de l'ancienne route nationale 88, de Toulouse à Lyon par Albi, Rodez et Le Puy-en-Velay. En 2006, à la suite de la mise en service de l'autoroute A68 entre Toulouse et Albi, elle est déclassée et entre dans la voirie communale.
La chaussée compte une voie de circulation automobile dans chaque sens. Il existe une bande cyclable de chaque côté de circulation.

### Voies rencontrées
La rue du Faubourg-Bonnefoy rencontre les voies suivantes, dans l'ordre des numéros croissants (« g » indique que la rue se situe à gauche, « d » à droite) :
1. Avenue de Lyon
2. Rue des Cheminots (d)
3. Rue Saint-Laurent (d)
4. Chemin de Lapujade (g)
5. Rue Joubert (g)
6. Rue François-Arago (d)
7. Rue du Docteur-Paul-Pujos (g)
8. Rue d'Armagnac (d)
9. Rue de Turin (g)
10. Rue Saint-Louis (d)
11. Rue Jean-Aicard (d)
12. Place Jean-Bories (d)
13. Rue Louis-Massé (g)
14. Rue Albert-Sorel (d)
15. Rue Pierre-Béteille (g)
16. Allée de l'Église-Bonnefoy (d)
17. Rue Kléber (g)
18. Rue du Colonel-Toussaint (d)
19. Rue Cinq-Clous (g)
20. Rue du Docteur-Ferdinand-Gendre (d)
21. Rue Mazas (g)
22. Rue du Docteur-Marcel-Bouvier (g)
23. Avenue de Lavaur
24. Rue Dieu (d)
25. Rue Jules-Lemaitre (d)
26. Rue Sainte-Hélène (d)
27. Rue Veillon (d)
28. Rue Raoul-Ponchon (g)
29. Rue des Flandres (g)
30. Rue Lavoisier (d)
31. Rue de la Vierge (g)
32. Avenue Bellevue (d)
33. Chemin Amouroux (d)
34. Route d'Albi

### Transports
La rue du Faubourg-Bonnefoy est parcourue et desservie sur toute sa longueur par les lignes de Linéo L9 et de bus 39. Au carrefour de la rue du Docteur-Marcel-Bouvier et de l'avenue de Lavaur se trouvent également les arrêts de la ligne de bus 36. Enfin, la station Bonnefoy de la ligne  du métro devrait être implantée d'ici 2028 au cœur du quartier, au carrefour de la rue Albert-Sorel. 
La rue du Faubourg-Bonnefoy est également équipée de plusieurs stations de vélos en libre-service VélôToulouse : du sud au nord, ce sont les stations no 126 (18 rue du Faubourg-Bonnefoy), no 134 (8 allée de l'Église-Bonnefoy), no 135 (183 rue du Faubourg-Bonnefoy)  et no 168 (rue Crémon). Ces stations, situées sur le coteau de la colline du Calvinet, sont depuis 2017 considérées comme des stations Bonus, qui permettent de cumuler du temps supplémentaire pour les abonnés qui y ramènent leur vélo.

## Odonymie
Le nom de la rue rappelle la mémoire de Joseph Bonnefoy (1783-1854). Né à Castelmaurou, il s'installa à Toulouse vers 1814. Charpentier de profession, il acquit plusieurs terrains agricoles autour de la route d'Albi : entre le faubourg Matabiau (autour de l'actuelle place Jeanne-d'Arc) et le village de Croix-Daurade (autour de l'actuelle place Saint-Caprais), les constructions étaient rares et le paysage encore rural. C'est Joseph Bonnefoy qui construisit de nombreuses maisons – les premières du quartier – à l'origine du développement du faubourg qui prit naturellement son nom. 
Au Moyen Âge et durant la période moderne, la rue du Faubourg-Bonnefoy était une partie du grand chemin d'Albi et de l'Albigeois et était désigné comme tel (cami d'Albi ou d'Albigés en occitan). On lui trouvait aussi le nom, aux XVIIe et XVIIIe siècles, de chemin de la Porte-Matabiau-à-Castelmaurou ou, plus simplement, de Castelmaurou. En 1806, la rue était désignée comme la route de Lyon, puisqu'elle était une partie de la route impériale no 106, devenue route nationale no 88, de Toulouse à Lyon – le nom en a d'ailleurs été conservé par l'avenue de Lyon, qui prolonge la rue du Faubourg-Bonnefoy au sud.

## Patrimoine et lieux d'intérêt

### Écoles maternelle et primaire Bonnefoy
- no  6-8 : école maternelle Bonnefoy. 
La construction de l'école maternelle est postérieure à celle de l'école primaire. Les plans en sont confiés à l'architecte de la ville, Eugène Curvale, et l'école est élevée en 1899. Les bâtiments forment un U autour d'une cour fermée par une grille. La façade sur la rue du Faubourg-Bonnefoy se compose de deux corps de bâtiment. À gauche, le corps de bâtiment s'élève sur un seul niveau : le rez-de-chaussée, de style néo-classique, est rythmé par les larges fenêtres et la polychromie de la brique nue et enduite. Il est surmonté d'une large corniche moulurée et d'un attique. À droite, le corps de bâtiment s'élève sur deux niveaux. La construction d'une salle d'exercice et d'un préau sont confiés en 1930 à l'architecte Jean Montariol. Un corps de bâtiment est également élevé au sud dans la seconde moitié du XXe siècle[5].

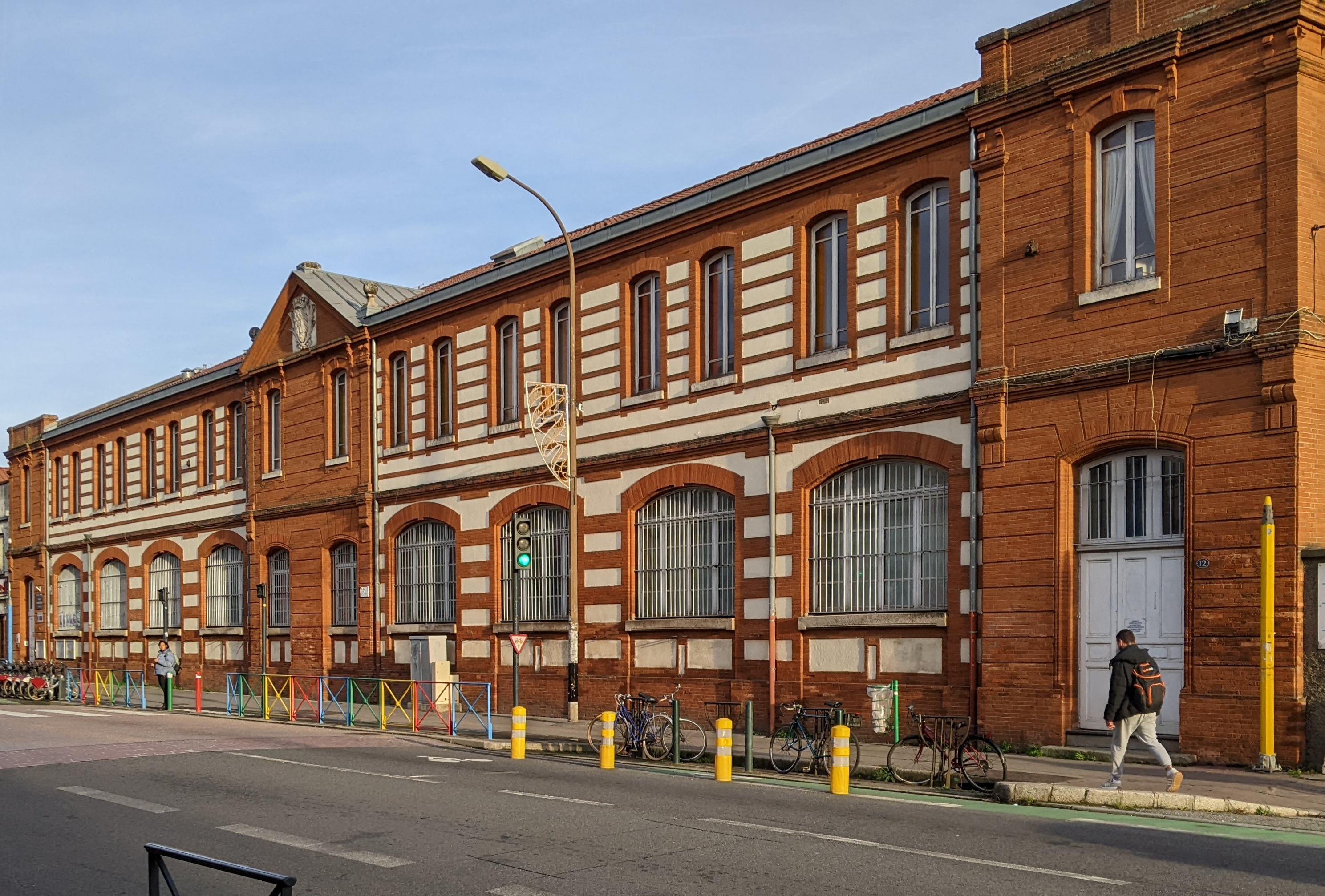
no 12-18 : école élémentaire Bonnefoy.

- no  12-18 : école primaire Bonnefoy. 
Une école de garçons et une école de filles, installées provisoirement dans deux maisons du faubourg (emplacement des actuels no 36 et 38), sont ouvertes en 1888 pour desservir la population du quartier. En 1893 commencent les travaux de l'école Bonnefoy, sur une partie du terrain Maury, sous la direction de l'architecte de la ville, Joseph Esparbès. Elle est inaugurée en avril 1896 par le maire, Honoré Serres. L'ensemble se caractérise par une architecture d'un néo-classicisme sévère. Les bâtiments s'organisent autour d'une cour rectangulaire. La façade sur la rue du Faubourg-Bonnefoy est symétrique, rythmée par trois légers avant-corps encadrés de pilastres, qui se distinguent par un traitement en bossage continu. L'avant-corps central est surmonté d'un fronton triangulaire, orné du blason de la ville de Toulouse, surmonté d'une couronne comtale, tandis que les avant-corps latéraux sont surmontés d'un attique. Entre les avant-corps se développent deux corps de bâtiment, qui s'élèvent sur deux niveaux séparés par un cordon, et éclairés au rez-de-chaussée par huit larges fenêtres et à l'étage par seize petites fenêtres. La polychromie des bandeaux de brique nue et enduite souligne l'horizontalité de la façade. 
L'école est agrandie, entre 1930 et 1932, par l'architecte de la ville Jean Montariol. Un bâtiment, comprenant quatre salles de classe et des vestiaires, est construit en fond de cour. Il est entièrement enduit. Il est surélevé dans la seconde moitié du XXe siècle[6].̩

### Immeubles et maisons
- no  21 : immeuble. 
L'immeuble, de style Art déco, est construit dans les années 1930. Au rez-de-chaussée, la porte conserve sa menuiserie et sa ferronnerie Art déco. Les étages sont soulignés par l'alternance entre les bandeaux de béton enduit et de brique. Les travées latérales sont traitées en bow-windows, éclairées de fenêtres triples. Au 1er étage, les travées centrales sont mises en valeur par un balconnet à balustres en béton[7].

- no  23 : immeuble. 
L'immeuble, construit dans la deuxième moitié du XIXe siècle, s'élève à l'angle de la rue du Docteur-Paul-Pujos. L'étroite façade sur la rue du Faubourg-Bonnefoy est bâtie en brique claire. Le rez-de-chaussée, ouvert par une grande ouverture de boutique, est traitée en bossage continu. L'étage est éclairé de fenêtres surmontées de corniches moulurées et dotées de garde-corps en fonte. L'élévation est couronnée par une corniche à modillons[8].

- no  35-59 : résidence Lapujade-Bonnefoy[9],[10],[11].

- no  46-46 bis : maisons Roquelaine[12],[13].

- no  58-60 : immeuble. 
L'immeuble, de style Art déco, est construit dans les années 1930, à l'angle de la rue du Colonel-Toussaint. Il s'élève sur quatre niveaux : un sous-sol, un rez-de-chaussée surélevé, deux étages et un niveau de comble. La façade principale, sur la rue du Faubourg-Bonnefoy, est en brique, mais joue sur la polychromie du béton enduit, utilisé pour les allèges et les linteaux des fenêtres du rez-de-chaussée, pour le bandeau qui relie les allèges du 1er étage, et pour les linteaux des fenêtres du 2e étage. La façade est également rythmée par l'alternance des fenêtres jumelles larges et de fenêtres étroites. Elles ont des balcons ou des balconnets aux garde-corps en fer forgé caractéristiques de l'Art déco. Le comble est éclairé par des lucarnes rectangulaires[14],[15].

- no  136 : immeuble[16].

- no  138-140 : maisons jumelées[17],[18].

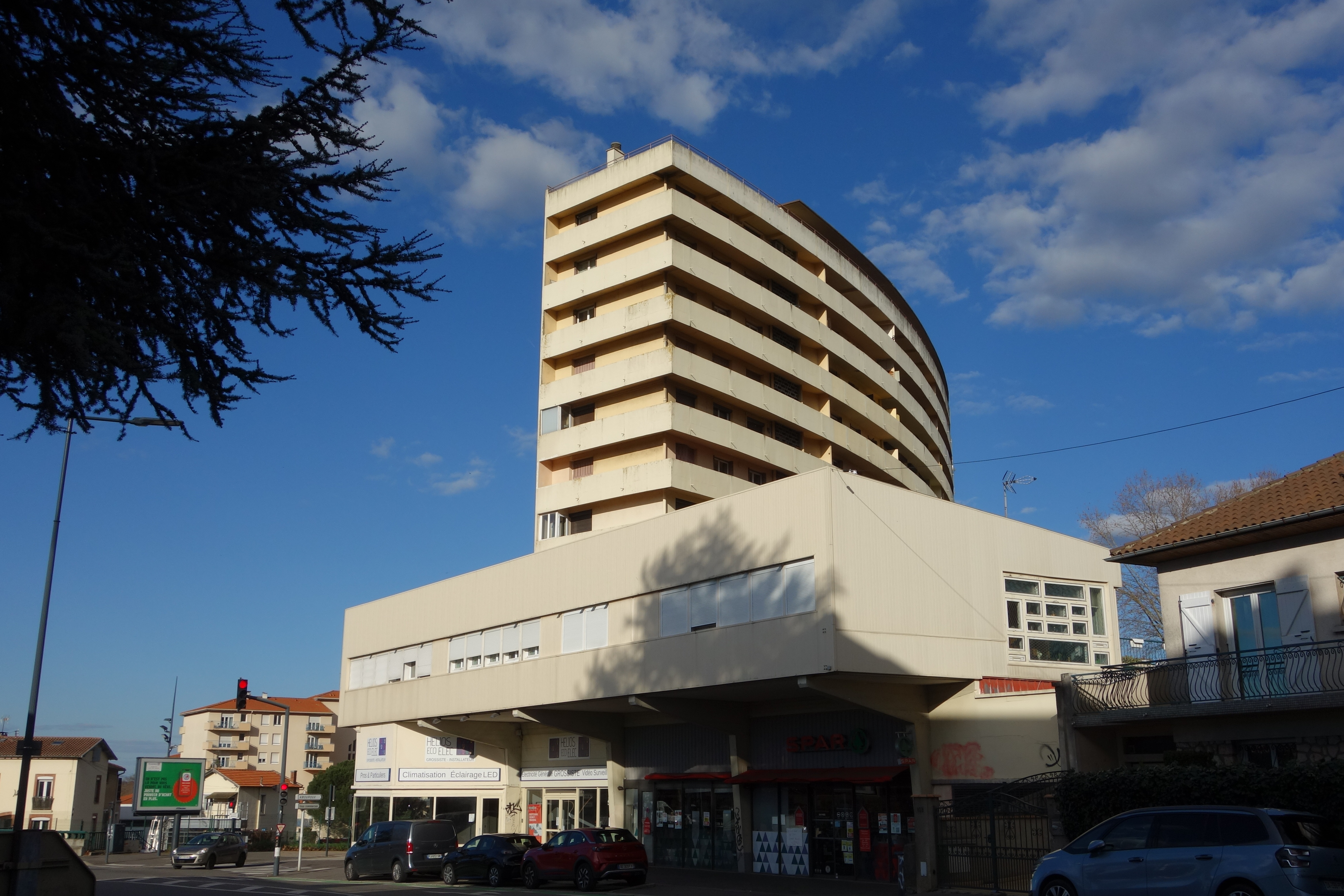
no 160 : résidence Porte d'Albi.

- no  160 : résidence Porte d'Albi (1960-1961, Viguier)[19].

- no  185 : maison. 
La maison, construite dans le deuxième quart du XIXe siècle, est de style néoclassique. La façade est rythmée par les pilastres qui encadrent la façade et la travée centrale. Au rez-de-chaussée, la porte piétonne a un chambranle finement mouluré. Les pilastres soutiennent un entablement surmonté d'une frise d'oves et d'une corniche. Au 1er étage, les travées latérales sont percées de fenêtres qui alternent avec des niches, et réunies par des arcades en plein cintre qui reposent sur des pilastres à chapiteaux composites en terre cuite. La travée centrale a un faux garde-corps à balustres et elle est encadrée de colonnes engagées, surmontées d'une arcade en plein cintre ornée d'une frise de fruits en terre cuite. Les pilastres qui séparent les travées ont des chapiteaux composites et soutiennent un entablement orné d'une frise de palmettes, surmontée d'une corniche à denticules. Le 2e étage correspond à une surélévation de la deuxième moitié du XXe siècle[20].

### Édifices industriels et commerciaux

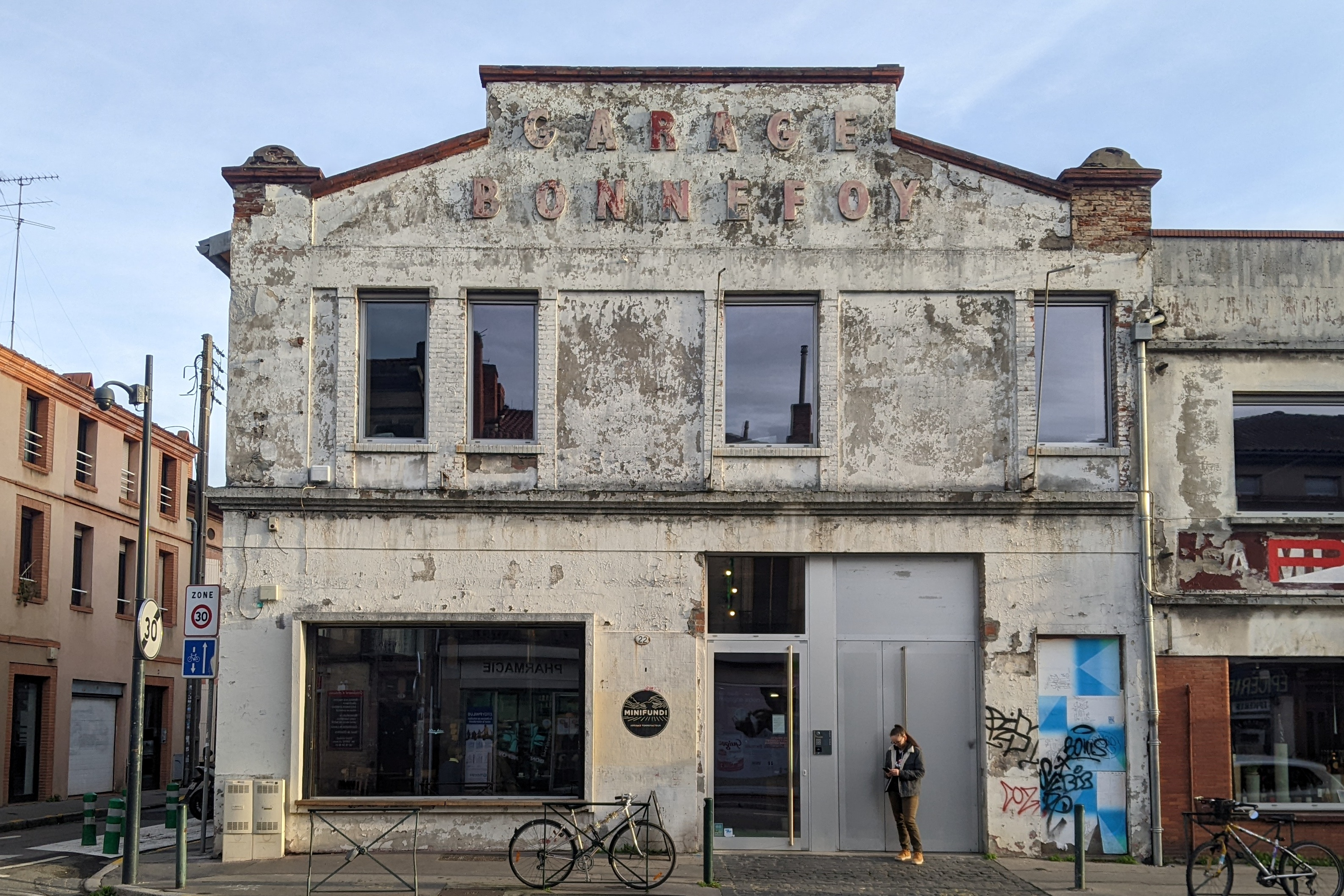
no 22 : ancien garage Bonnefoy.

- no  20 : usine Meunier[21].

- no  22 : garage Bonnefoy[22].

- no  25 : supermarché Casino[9].

### Jardin et parc publics
- no  10 : jardin Edmond-Michelet. 
Le jardin Edmond-Michelet est aménagé en 1982 à l'emplacement des anciens haras de la ville. Il est nommé en hommage à Edmond Michelet (1899-1970). Il possède une superficie de 17 000 m². Il est planté de massifs de rosiers, d'une pergola de glycines et de rosiers grimpants, de cyprès et de sumacs de Virginie. Au centre du jardin se trouve un bassin rectangulaire avec un jet d'eau et des mobiles métalliques. Plusieurs statues, sculptées au début du XXe siècle pour la place du Capitole, mais conservées dans les réserves de la ville, ornent le jardin. Elles représentaient probablement les faubourgs de la ville, sans qu'ils soient tous bien identifiés : Le Faubourg Matabiau par Léo Laporte-Blairsy (1900), L'Eau par Jean Carlus (1910) et L'Agriculture par Théophile Barrau (1907)[N 1]. 
Le 5 novembre 2019, l'allée centrale du jardin a été nommée Monsonego-Sandler, en hommage aux trois enfants Myriam Monsonégo, Arié et Gabriel Sandler, et à Jonathan Sandler, professeur et rabbin, tous assassinés par Mohamed Merah le 19 mars 2012 devant l'école juive Ozar Hatorah[N 2],[23].

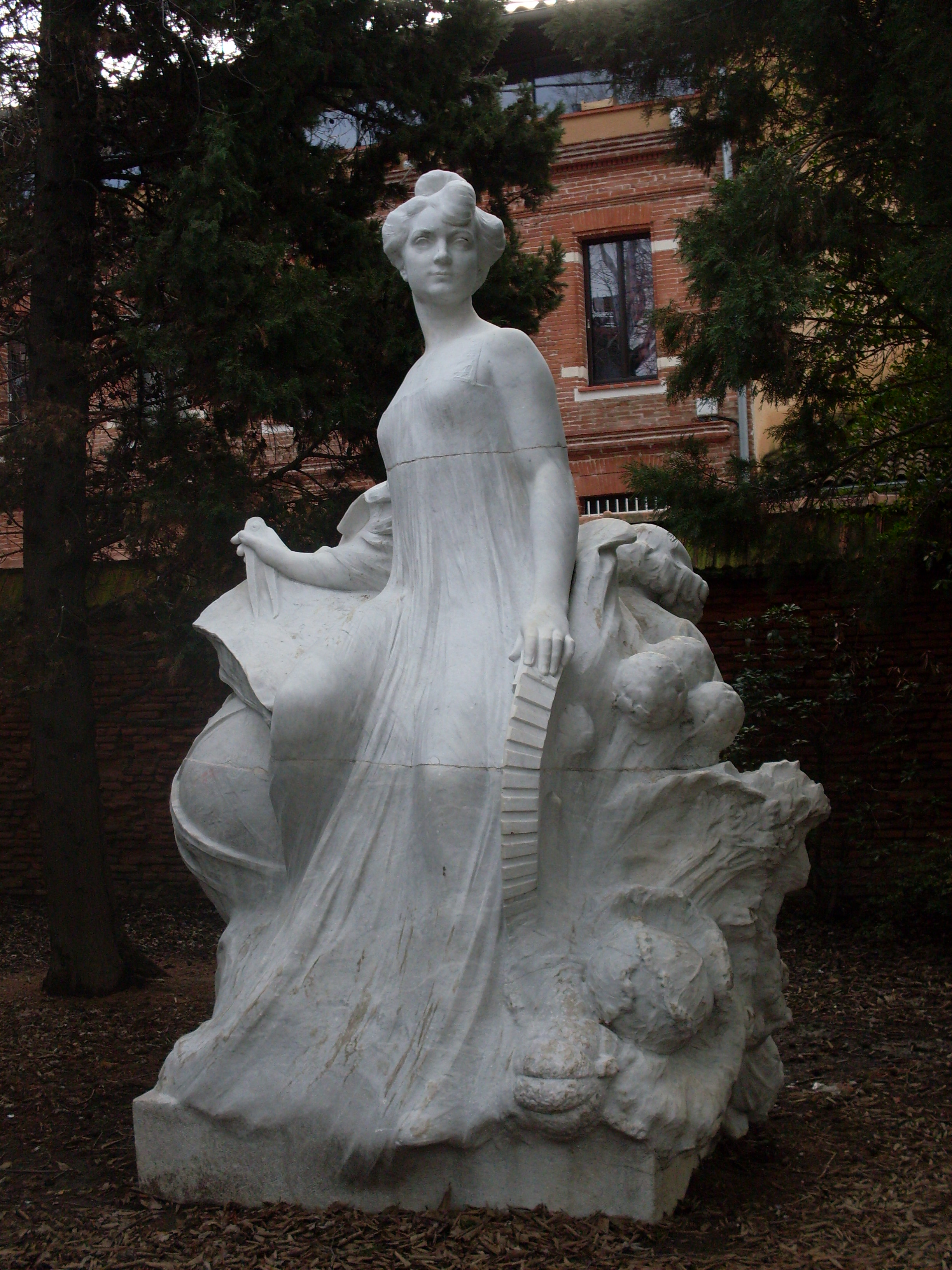
Le Faubourg Matabiau, par Léo Laporte-Blairsy (1900).
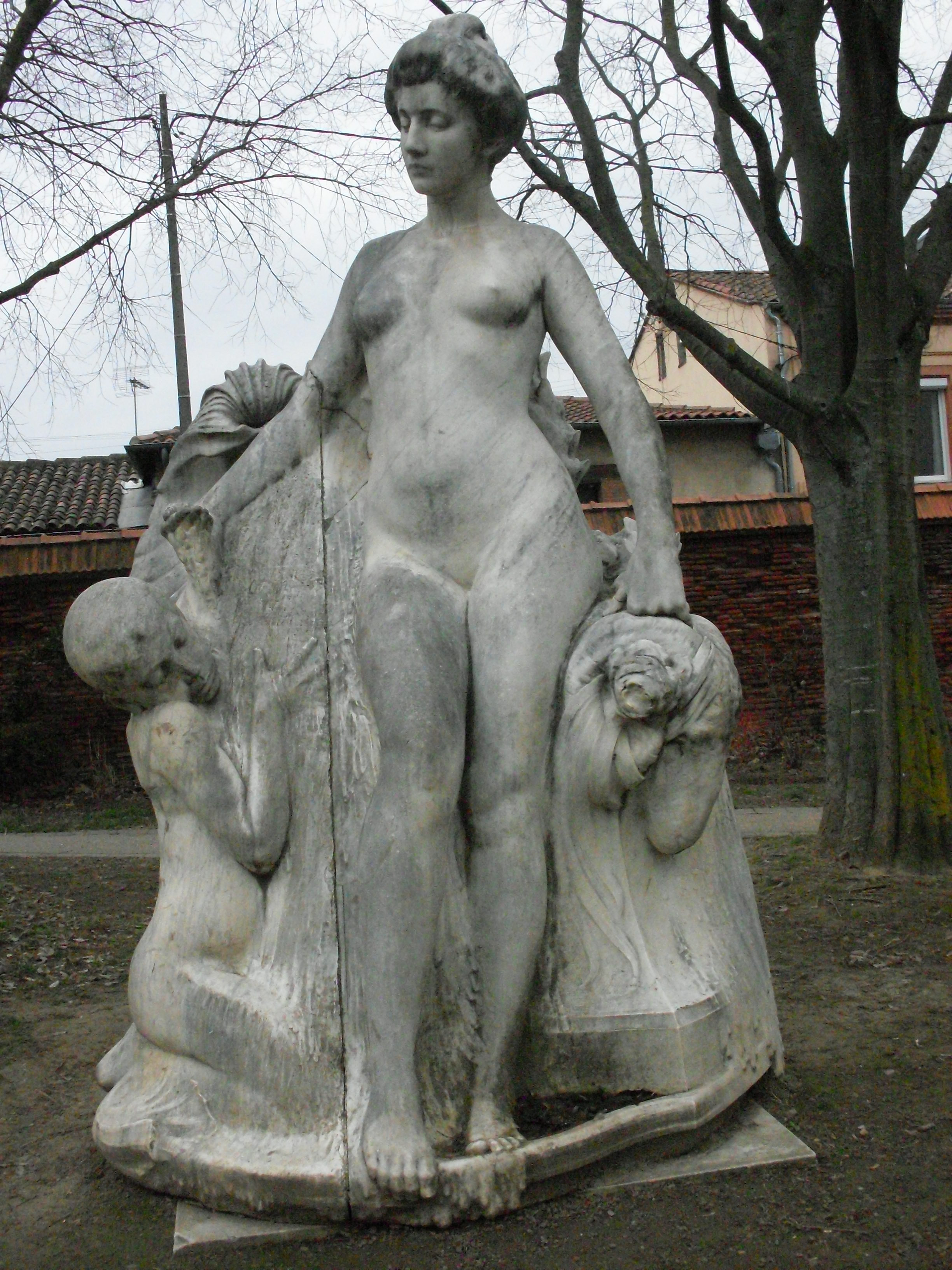
L'Eau, par Jean Carlus (1910).
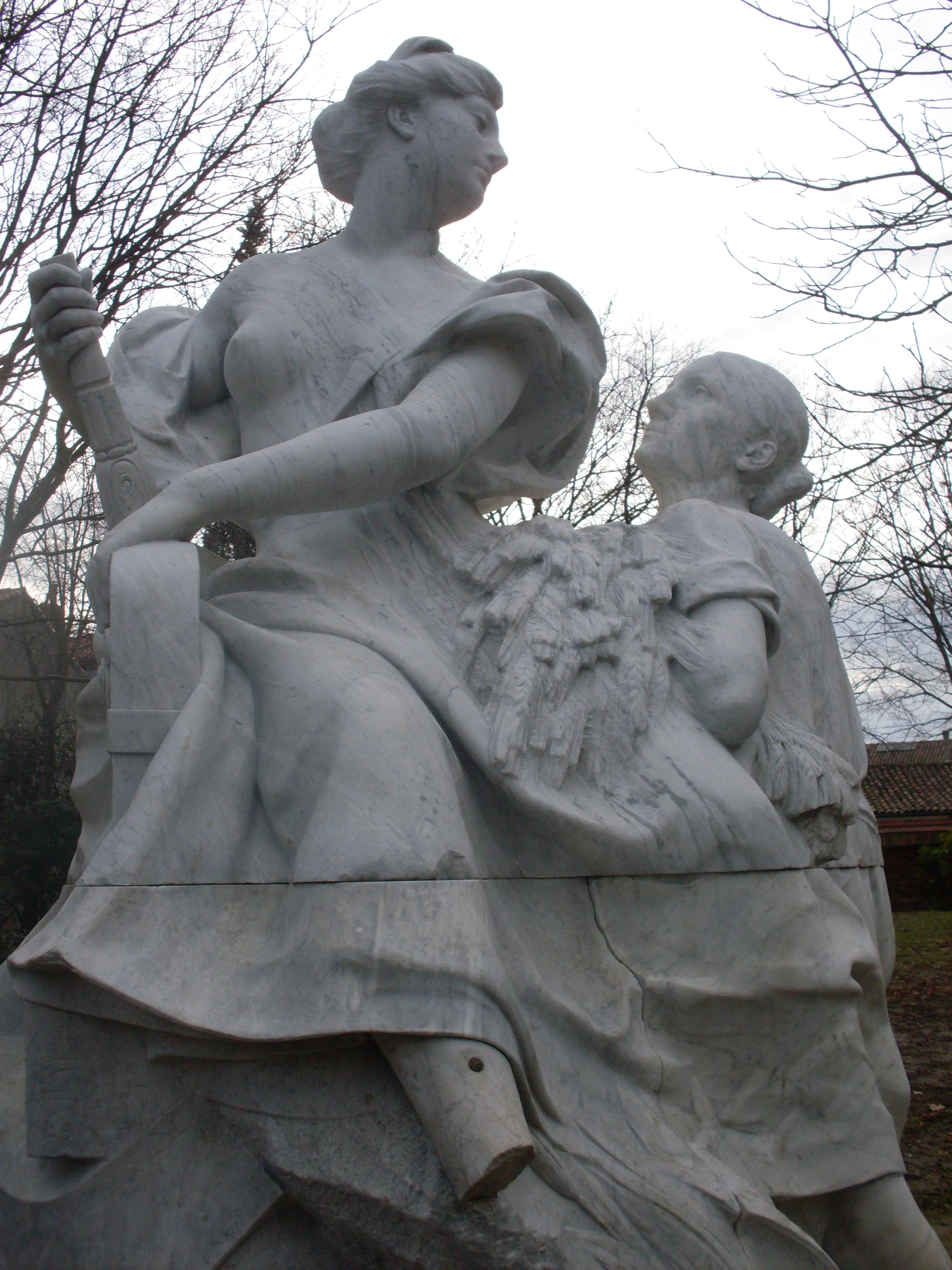
L'Agriculture, par Théophile Barrau (1907).

- no  185 bis : parc Les Hauts de Bonnefoy. 
Le parc des Hauts de Bonnefoy couvre une superficie de 8682 m².